# 교황 실베스테르 3세
교황 실베스테르 3세(라틴어: Silvester PP. III, 이탈리아어: Papa Silvestro III)는 제146대 교황(재위: 1045년 1월 - 1045년 4월)이다. 본명은 조반니 데이 크레셴치 – 오타비아니(이탈리아어: Giovanni dei Crescenzi – Ottaviani)이다.
1044년 9월 교황 베네딕토 9세가 로마에서 추방되자, 당시 사비나의 주교였던 조반니가 격렬하게 이어진 난투 끝에 1045년 1월 교황으로 선출되어 실베스테르 3세로 명명하여 등극했다.
그러나 한 달 뒤, 베네딕토 9세는 그 해 3월에 로마로 돌아와 그를 추방하였다.
로마에서 쫓겨난 실베스테르 3세는 본래 자신의 교구였던 사비나 교구로 돌아왔다.
그로부터 약 2년 후인 1046년 12월에 소집된 수트리 공의회에서는 실베스테르 3세에게 교구와 성직품을 반납하고 수도원에 들어갈 것을 권고했다. 판결문에서는 분명히 성무 집행을 정지시킨다고 했지만, 1062년까지 그는 사비나의 주교로 인정받아 전례 집전을 계속하였다.
1063년 10월 사비나 교구의 후임 주교가 착좌했다는 기록으로 봐서는, 실베스테르 3세가 이날보다 먼저 선종한 것이 틀림없다.
얼마 간 실베스테르 3세는 대립교황으로 간주되었지만 바티칸의 공식 교황 연대표(1045년)부터 연대표에 이름이 계속 올라와있다. 그와 비슷한 입장이었던 교황으로는 그레고리오 6세(재위: 1045-1046)와 클레멘스 2세(재위: 1046-1047)가 있다.